# 山都町立蘇陽南小学校
山都町立蘇陽南小学校（やまとちょうりつ そようみなみしょうがっこう）は熊本県上益城郡山都町馬見原にある公立の小学校。

## 概要
歴史
2012年（平成24年）に、下記の山都町内の小学校3校が統合の上、旧・馬見原小学校の跡地に開校した。2022年（令和4年）には創立10年を迎えた。
- 山都町立大野小学校
- 山都町立菅尾小学校
- 山都町立馬見原小学校

校章
中央に校名の「南小」の文字（縦書き）を配している。
校歌
作曲は井手公二（開校当初の山都町立蘇陽中学校校長）による。歌詞は3番まであり、各番の歌詞中に校名の「蘇陽南小」が登場する。
通学区域
山都町のうち「上大野・菅尾・馬見原」。中学校区は山都町立蘇陽中学校。

## 沿革
旧・大野小学校（おおの）

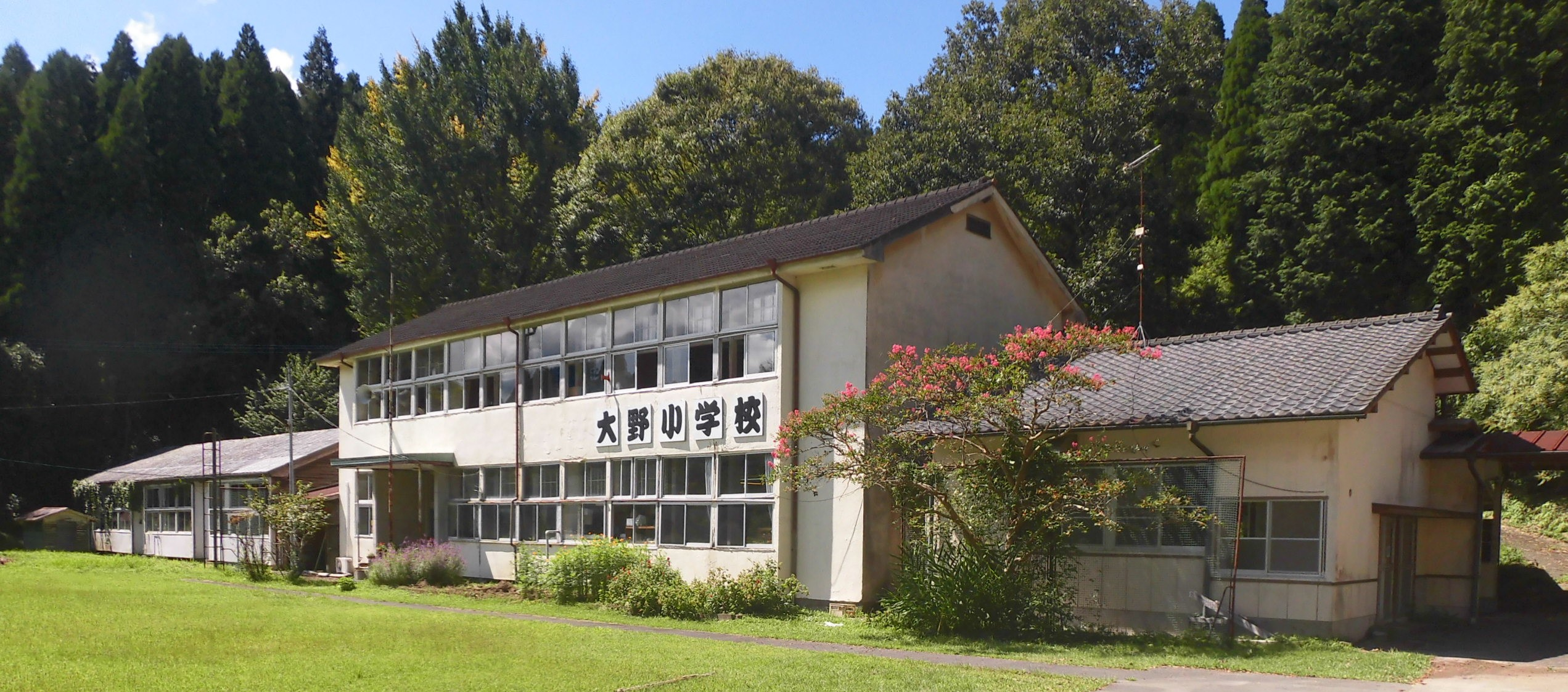
旧・大野小学校跡

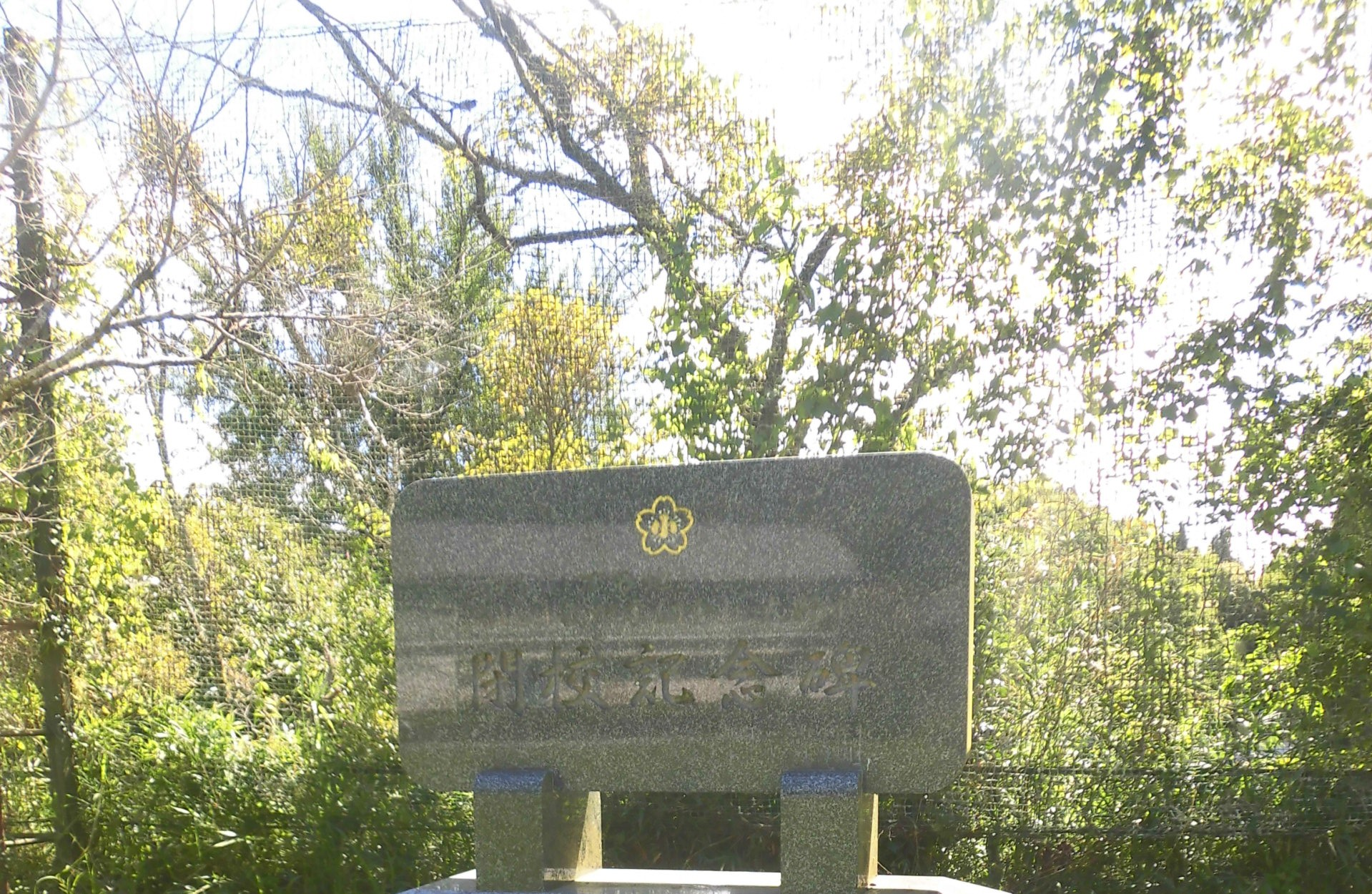
大野小 閉校記念碑

- 1874年（明治7年）- 文字ヶ崎に「柳井小学校」が創立。
- 1887年（明治20年）- 柳井小学校が廃止され、以下の通りとなる。
  - 大野・柳井原・土戸地区の児童は、馬見原小学校へ編入。
  - 白石・方ヶ野・神ノ前地区の児童は、白石谷校舎（分教場）へ編入。
- 1889年（明治22年）4月1日 - 町村制施行により、阿蘇郡8村（神前・白石・方ヶ野・大野・長崎・馬見原・滝上・柳井原）の合併により、「馬見原町」が発足。
- 1890年（明治23年）- 「尋常馬見原小学校 大野支校」（分校）となる。校舎を新築。
- 1892年（明治25年）- 「大野尋常小学校」として独立。
- 1908年（明治41年）4月 - 改正小学校令により、尋常科（義務教育年限）が4年制から6年制に改められる。尋常科5年を新設。
- 1909年（明治42年）4月 - 尋常科6年を新設。
- 1911年（明治44年）- 校舎を改築。
- 1925年（大正14年）- 大野原に運動場が完成。
- 1941年（昭和16年）4月1日 - 国民学校令施行により、「馬見原町大野国民学校」に改称。尋常科を初等科に改める。
- 1947年（昭和22年）4月1日 - 学制改革により、新制小学校「馬見原町立大野小学校」に改組・改称。
- 1955年（昭和30年）- 正門の石門が完成。
- 1956年（昭和31年）9月30日 - 阿蘇郡1町（馬見原）2村（柏・菅尾）が合併して「蘇陽町」が発足。これにより、「蘇陽町立大野小学校」に改称。花上分校を蘇陽町立二瀬本小学校[1]に移管。
- 1958年（昭和38年）- 木造新校舎が完成。完全給食を実施。
- 1973年（昭和48年）- 体育館が完成。
- 1975年（昭和50年）- 創立100周年記念式典を挙行。
- 1995年（平成7年）- タイの児童と交流を実施。
- 2000年（平成12年）4月 - 完全複式学級となる。
- 2005年（平成17年）2月11日 - 「山都町立大野小学校」（最終名）に改称。
- 2014年（平成26年）3月31日 - 統合のため閉校。140年の歴史に幕を閉じる。
  - 最終所在地（大野小学校）- 熊本県上益城郡山都町大野668番地（北緯32度41分20.0秒 東経131度07分59.3秒 / 北緯32.688889度 東経131.133139度）
  - 校章 - 桜の花弁を背景にして、中央に「小」の文字を配している。
  - 校歌 - 歌詞は5番まであり、各番の歌詞中に校名の「大野校」が登場する。
  - 交通アクセス - 国道218号
  - 周辺 - 馬見原西部地区交流館、やまと高等学校

旧・菅尾小学校（すげお）

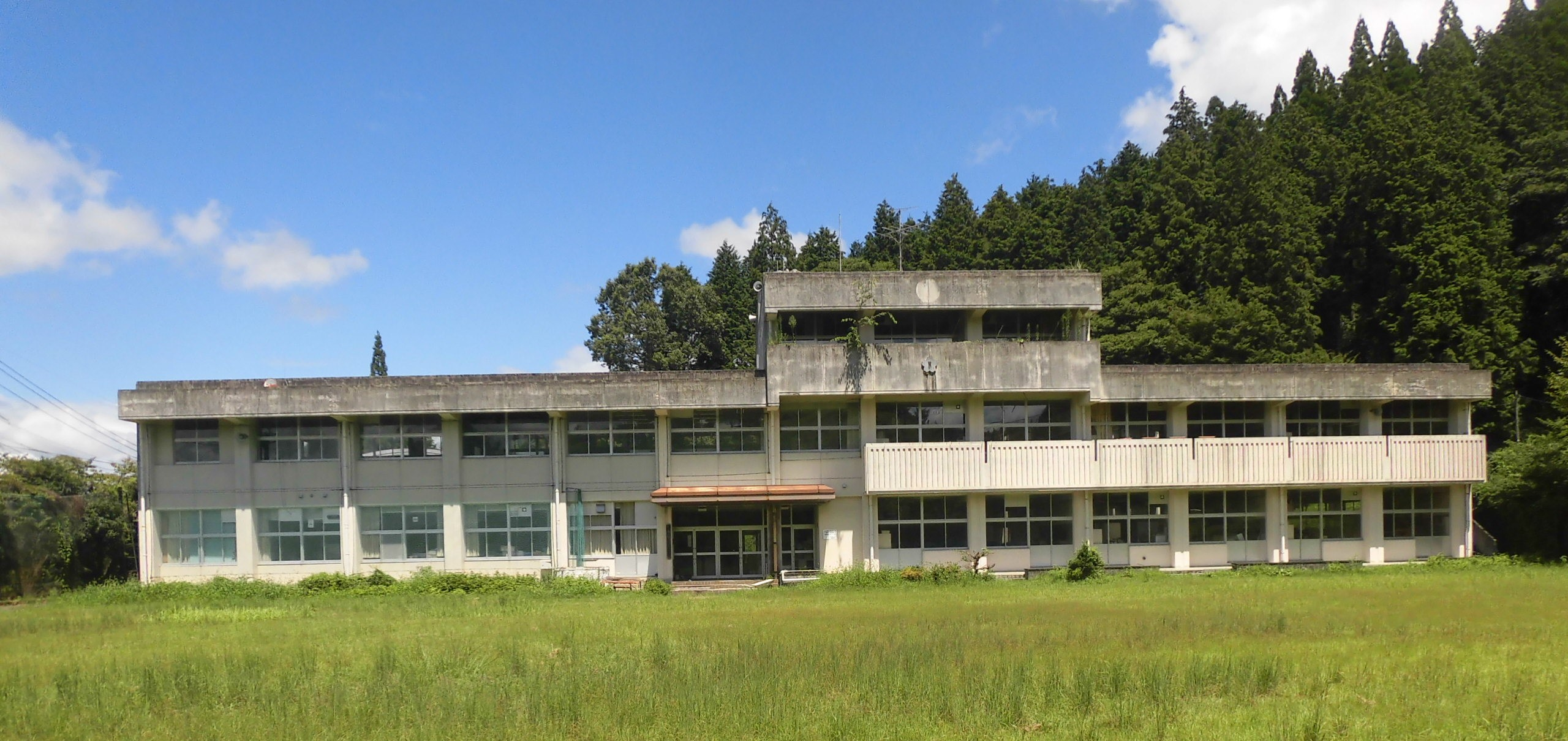
旧・菅尾小学校跡

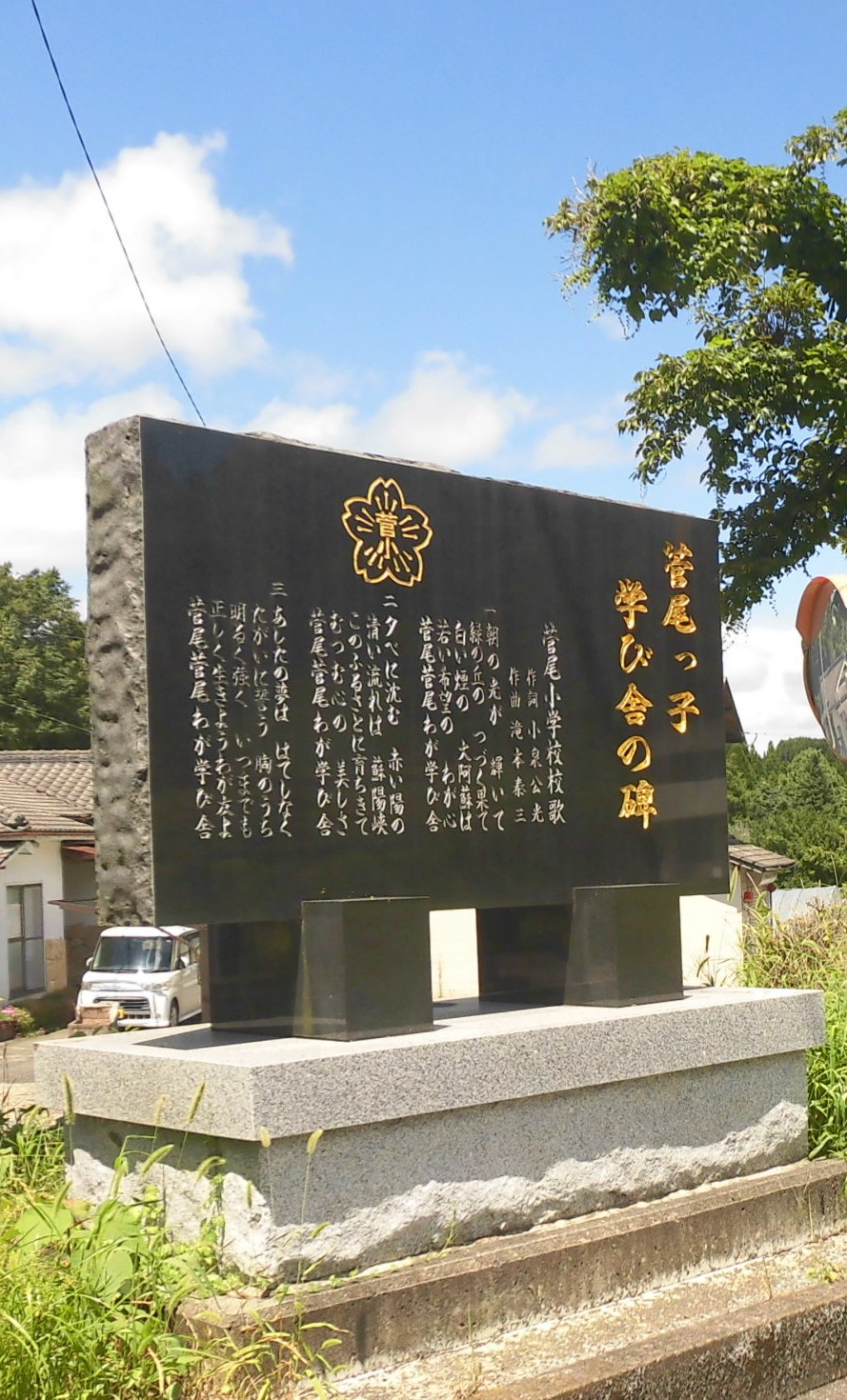
菅尾小
閉校記念碑

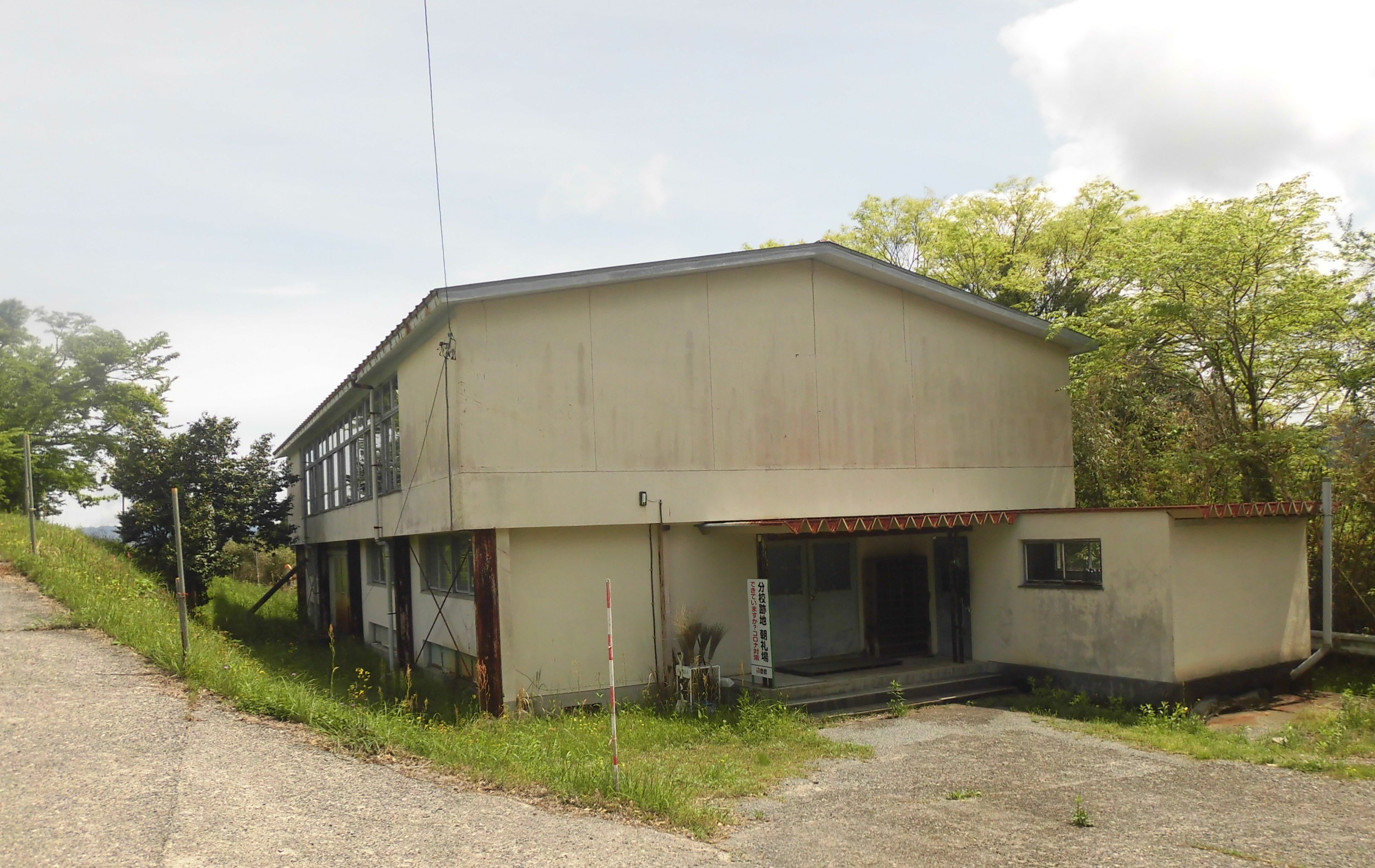
旧・長崎分校跡（体育館）

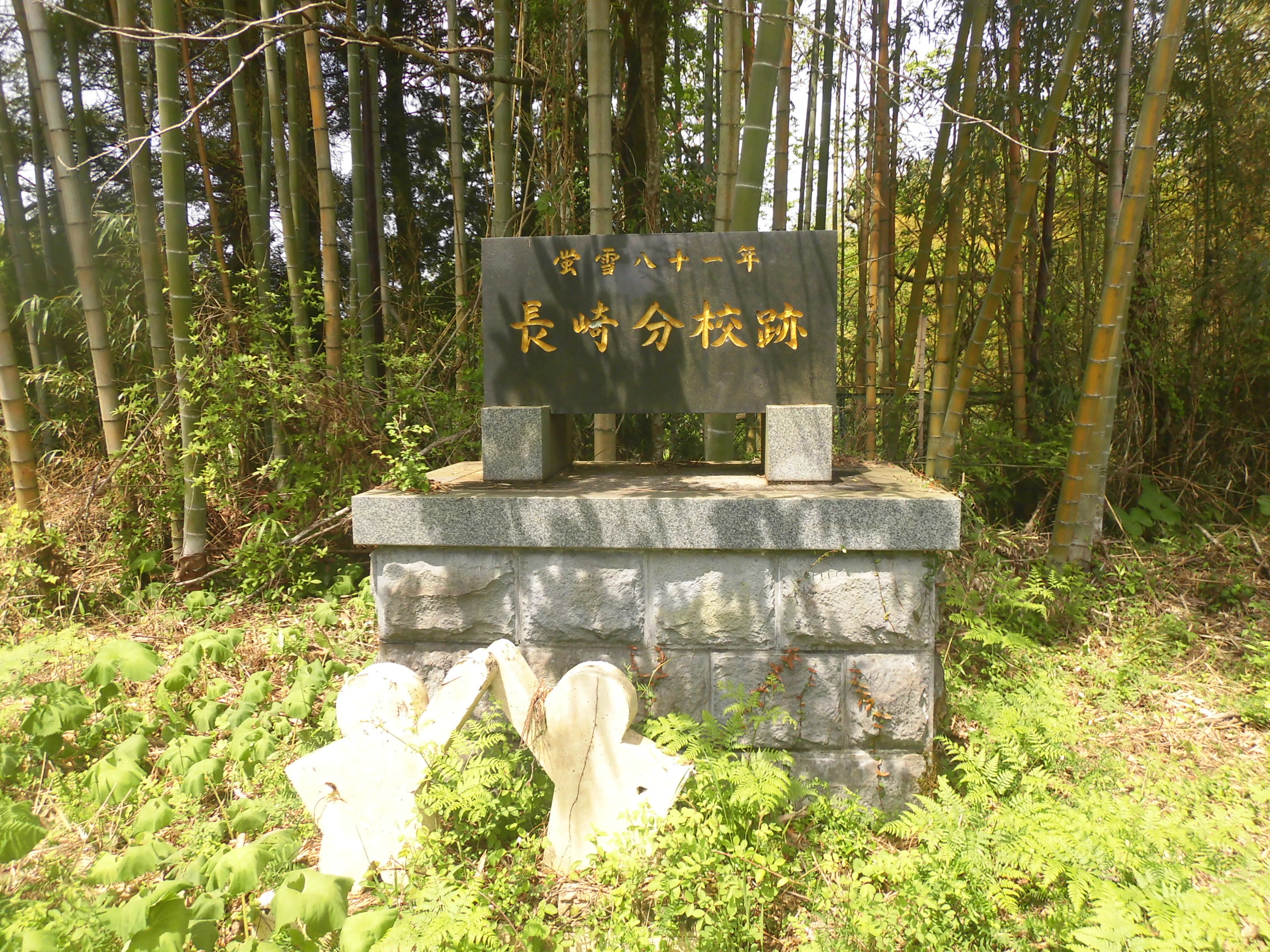
長崎分校
閉校記念碑

- 1875年（明治8年）- 「菅小学校」が創立。
- 1890年（明治23年）- 「尋常菅尾小学校」に改称。今村分教場を設置。
- 1892年（明治25年）- 「菅尾尋常小学校」に改称。
- 1899年（明治32年）- 花上分教場を設置。
- 1908年（明治41年）4月 - 尋常科5年を新設。
- 1909年（明治42年）4月 - 尋常科6年を新設。
- 1922年（大正11年）- 今村分教場を廃止。最終所在地に木造新校舎が完成。
- 1936年（昭和11年）- 教室および講堂を増築。
- 1941年（昭和16年）4月1日 - 「菅尾村菅尾国民学校」に改称。
- 1947年（昭和22年）4月1日 - 「菅尾村立菅尾小学校」に改組・改称。
- 1956年（昭和31年）9月30日 - 「蘇陽町立菅尾小学校」に改称。この年、完全給食を実施。
- 1963年（昭和38年）- 校旗・校歌を制定。
- 1976年（昭和51年）- 体育館が完成。創立100周年記念式典を挙行。
- 1978年（昭和53年）- プールが完成。
- 1984年（昭和59年）- 鉄筋コンクリート造新校舎が完成。
- 2005年（平成17年）2月11日 - 「山都町立菅尾小学校」（最終名）に改称。
- 2012年（平成24年）3月31日 - 統合のため閉校。137年の歴史に幕を閉じる。
  - 最終所在地（菅尾小学校）- 熊本県阿蘇郡蘇陽町菅尾1258番地（北緯32度42分47.3秒 東経131度08分56.1秒 / 北緯32.713139度 東経131.148917度）
  - 校章 - 桜の花弁を背景にして、中央に校名の「菅小」の文字（縦書き）を配している。
  - 校歌 - 作詞は小泉公光、作曲は滝本泰三による。歌詞は3番まであり、各番の歌詞中に校名の「菅尾」が登場する。
  - 交通アクセス - 国道265号
  - 周辺 - 菅尾簡易郵便局

旧・馬見原小学校（まみはら）
- 1875年（明治8年）- 「公立馬見原小学校」が創立。
- 1886年（明治19年）- 小学校令施行により、尋常科を設置の上、「尋常馬見原小学校」に改称。
- 1889年（明治22年）4月1日 - 町村制実施により、阿蘇郡「馬見原町」が発足。
- 1890年（明治23年）- 大野支校（分校）を設置。
- 1892年（明治25年）- 「馬見原尋常小学校」に改称。大野分校が分離の上、大野尋常小学校として独立。
- 1900年（明治33年）- 高等科を併置の上、「馬見原尋常高等小学校」に改称。
- 1903年（明治36年）8月 - 長崎分教場を設置。
- 1908年（明治41年）4月 - 改正小学校令により、尋常科（義務教育年限）が4年制から6年制に改められる。これにより、従来の尋常科4年・高等科4年が「尋常科6年・高等科2～3年」に改められる。
- 1909年（明治42年）- プラタナス3本を植樹。後に学校のシンボルツリーとなる。
- 1920年（大正9年）- 隣接する宮崎県西臼杵郡鞍岡村（現・五ヶ瀬町）から、一部地域の児童への教授を委託される。
- 1941年（昭和16年）4月1日 - 「馬見原町馬見原国民学校」に改称。この年二宮尊徳像が建立される。
- 1947年（昭和22年）- 学制改革が行われる（六・三制の実施）。
  - 4月1日 - 国民学校の初等科は、新制小学校「馬見原立馬見原小学校」に改組・改称。
  - 4月 - 国民学校の高等科は青年学校普通科とともに、新制中学校「馬見原町立馬見原中学校」に改組・改称。小学校に併設される。
- 1948年（昭和23年）- PTAが発足。
- 1951年（昭和26年）- 木造新校舎が完成。
- 1952年（昭和27年）- 長崎分校の新校舎が完成。
- 1956年（昭和31年）9月30日 - 「蘇陽町立馬見原小学校」に改称。
- 1960年（昭和35年）- 馬見原で大火災が発生する。
- 1967年（昭和42年）- 体育館が完成。
- 1973年（昭和48年）- プールが完成。
- 1975年（昭和50年）- 創立100周年記念式典を挙行。
- 1976年（昭和51年）- 創立100周年記念タイムカプセルを埋設。
- 1989年（平成元年）- 長崎分校を廃止。
  - 最終所在地（長崎分校）- 熊本県阿蘇郡蘇陽町長崎822番地（北緯32度42分12.1秒 東経131度10分19.0秒 / 北緯32.703361度 東経131.171944度）
- 2001年（平成13年）- 鉄筋コンクリート造新校舎が完成。
- 2005年（平成17年）2月11日 - 「山都町立馬見原小学校」（最終名）に改称。
- 2012年（平成24年）3月31日 - 統合のため閉校。136年の歴史に幕を閉じる。
  - 最終所在地（馬見原小学校）- 熊本県上益城郡山都町馬見原165番地（北緯32度40分57.0秒 東経131度09分14.5秒 / 北緯32.682500度 東経131.154028度）
  - 校章 - 旭日旗を背景にして、中央に校名の頭文字である「馬」の文字を配している。
  - 校歌 - 作詞は山口白陽、作曲は梅沢信一による。歌詞は3番まであり、各番の歌詞中に校名の「馬見原」が登場する。

統合・蘇陽南小学校
- 2014年（平成26年）4月1日 - 山都町立小学校3校の統合により、「山都町立蘇陽南小学校」（現校名）が開校。

## 交通アクセス
最寄りのバス停留所
- 九州産交バス 「馬見原中鶴」停留所

最寄りの幹線道路
- 国道218号・国道265号 「山都町馬見原」交差点

## 周辺
- 山都警察署 馬見原警察官駐在所
- 山都町立馬見原保育園
- 馬見原公民館
- 馬見原グラウンド
- 蘇陽郵便局
- 山都町包括医療センターそよう病院
- 五ヶ瀬川

## 参考資料
- 「広報やまとNo.85（2012年（平成24年）3月号）「大好きな学校、ありがとう 閉校」 (PDF) 」- 山都町ウェブサイト
- 「阿蘇郡誌」（1926年（大正15年）5月20日出版、1986年（昭和61年）8月5日復刻、熊本県教育会阿蘇支会）
  - p.874（菅尾村内の教育、小学校）
  - p.876～p.878（馬見原町内の教育、小学校）